# Natalija Tichonowa
Natalija Tichonowa (ukrainisch Наталія Тихонова, russisch Наталья Тихонова, engl. Transkription Nataliya Tikhonova; * 12. November 1990) ist eine ukrainische Biathletin.
Natalija Tichonowa gab ihr internationales Debüt im Rahmen der Biathlon-Juniorenweltmeisterschaften 2008 in Ruhpolding, wo sie 62. des Einzels, 47. des Sprints, 45. der Verfolgung und Neunte mit der Staffel wurde. Es dauerte bis 2011, dass die Ukrainerin zu weiteren Einsätzen kam. Zunächst trat sie bei den Biathlon-Europameisterschaften 2011 in Ridnaun an und wurde 41. des Einzels und 45. des Sprints. Im Verfolgungsrennen schied sie als überrundete Läuferin aus. Bei den Sommerbiathlon-Weltmeisterschaften in Nové Město na Moravě im weiteren Jahresverlauf trat sie bei den Juniorenrennen an und wurde 31. des Sprints und im Verfolger überrundet. In der Saison 2011/12 gab Tichonowa ihr Debüt im IBU-Cup und wurde in ihrem ersten Einzel 48. Erste Punkte gewann sie im weiteren Saisonverlauf als 30. bei einem Sprint in Obertilliach, wo sie zudem mit Julija Dschyma, Witalij Kiltschyzkyj und Artem Pryma Achte im ersten Mixed-Staffelrennen der IBU-Cup-Geschichte wurde.